# ニュースダイジェスト
ニュースダイジェストは、学習などの特定の目的のための情報収集のために、新聞記事・ラジオニュース・テレビニュースなどを要約し、集約した定期刊行物。

## 記事選択基準の分類
それぞれの目的に合わせた記事の選択が行われている。代表的な選択基準として、下記のようなものが挙げられる。

### 媒体による絞り込み
特定の媒体から重要なニュースを抽出したもの。簡便に要約を得たい読者のニーズに応える場合、学習に適した量およびレベルの記事を読みたい読者のニーズに応える場合などがある。

### 題材による絞り込み
特定のスポーツ、地域、芸術分野など、特定の題材を扱ったニュースを広範囲に収集する事によって、特定の題材に関心のある読者を満足させようとするもの。

### 記事間の関連性による絞り込み
関連性をもった記事を収集する事により、特定のテーマを多面的に捉えようとするもの。ウェブ上の参照関係によって抽出するサービスも現れている。